# Naomichi Ueda
Naomichi Ueda (植田 直通  Naomichi Ueda; Kumamoto, 24 de Outubro de 1994) é um futebolista japonês que atua como zagueiro no Kashima Antlers.

## Carreira
Ueda começou a carreira no Kashima Antlers em 2013 estreou no profissional, permanecendo até 2018.

## Seleção
Fez parte do elenco da Copa da Ásia de 2015, Olimpiadas 2016 e Copa do Mundo de 2018.